# ورزشگاه ولایت سمنان
ورزشگاه ولایت سمنان یک ورزشگاه چندمنظوره در شهر سمنان در زمینی به وسعت ۳۲هکتار و زیربنای ۱۷هزار و ۵۰۰متر وگنجایش  ۱۵۰۰۰ نفر است.
استفادهٔ اصلیِ این ورزشگاه بازی‌های فوتبال است، ولی این ورزشگاه از پیست دو و میدانیِ ۸ خط با رویهٔ «تارتان» نیز برخوردار است. این ورزشگاه از جمله زیباترین و مجهزترین ورزشگاه‌های ایران است.
امکانات
ورزشگاه ۱۵هزار نفری سمنان دارای مدرن‌ترین امکانات ورزشی کشور از جمله زمین چمن استاندارد، پیست دو و میدانی، اتاق داوران، سالن رختکن، سالن وارم آپ، پارکینگ، سرویش بهداشتی، ورودی و خروجی مجزا، سکو و صندلی استاندارد و باشگاه بدنسازی است.